# 穆瓦夫尔
穆瓦夫尔（法語：Moivre，法語發音：[mwavʁ]）是法国马恩省的一个市镇，属于香槟沙隆区。

## 地理
穆瓦夫尔（48°55'27"N, 4°39'36"E）面积21.84 平方千米，位于法国大東部大區马恩省，该省份为法国东北部内陆省份，北起阿登省，西北接埃纳省，西南接塞纳-马恩省，南至奥布省，东南接上马恩省，东临默兹省。
与穆瓦夫尔接壤的市镇（或旧市镇、城区）包括：比西勒勒波、勒弗雷讷、埃尔蓬、普瓦、索姆耶夫尔。

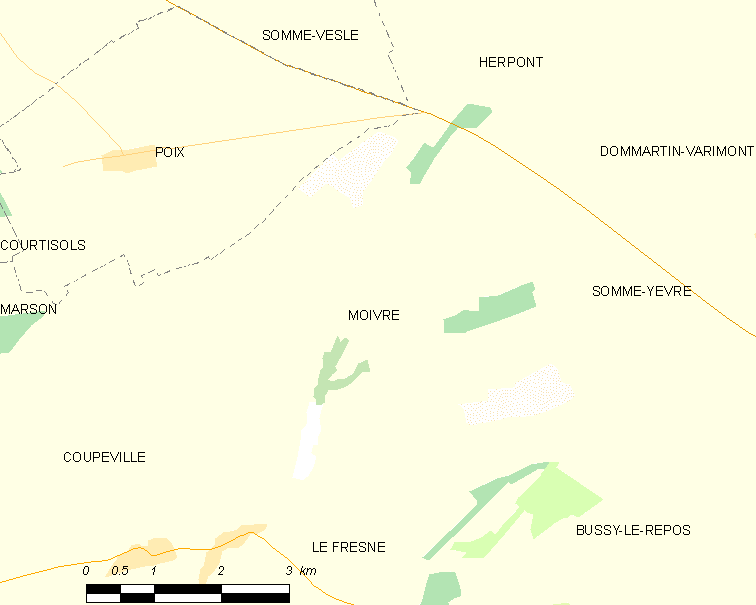
穆瓦夫尔的OSM定位图

穆瓦夫尔的时区为UTC+01:00、UTC+02:00（夏令时）。

## 行政
穆瓦夫尔的邮政编码为51240，INSEE市镇编码为51371。

## 政治
穆瓦夫尔所属的省级选区为香槟沙隆第三县。

## 人口

1962-2008年间穆瓦夫尔人口变化图示

穆瓦夫尔于2022年1月1日时的人口数量为54人。